# Língua bamum
A língua bamum, também chamada bamún, bamoun, mum (Shüpamom) é uma das línguas benue-congolesas de Camarões, com aproximadamente 215.000 falantes. Os clãs bamum foram expulsos do norte de Camarões pelos comerciantes fulas, e estabeleceram-se no atual território em torno da cidade de Fumban no século XVII.
No final do século XIX se desenvolveu uma série de sistemas de escrita para esta língua, conhecidas como shümom.

## Falantes
Os falantes do bamum, que antes adoravam seus antepassados e tinham crenças tradicionais africanas, hoje são em sua maioria cristãos ou muçulmanos. Há uma Bíblia em língua Bamum desde 1988. Vivem na parte central do Sudoeste de Camarões, principalmente na Província Oeste (capital Bafoussam), nas regiões de Noun, Mifi e Bamboutos, cujas capitais são Foumban, Bafoussan e Mbouda. Outras línguas relacionadas são o bafanji, o bamali, o bambalang e o bangolan.

## Escrita
O silabário Bamum foi inventado pelo rei Ibrahim Njoya, do povo bamum, em 1896. Esse rei também coletou muitos manuscritos que continham a história de seu povo e usou sua escrita para compilar uma ‘’farmacopéia’’, para criar um calendário e para guardar registros de leis. Ele também construiu escolas, bibliotecas e uma gráfica.
A primeira versão dessa escrita incluía 465 símbolos. O rei Njoya simplificou essa escrita muitas vezes até que chegou ao silabário A-Ka-U-Ku que é escrito da esquerda para a direita. Essa escrita apresenta 73 sílabas, mais 42 combinações, 10 numerais, 5 pontuações. Os tons são indicados quando necessários por sinais adequados.

## História
Quando parte de Camarões passou ao domínio da França, depois da Primeira Grande Guerra em 1919, as bibliotecas e a gráfica foram destruídas, muitos dos livros escritos em bamum também o foram e o ensino da língua foi banido das escolas. Passou a ser utilizado somente o alfabeto latino. Com a independência de Camarões em 1960, o filho e herdeiro de Nyoja,  recoletou os manuscritos e outros materiais que haviam restado e os dispos no Museu do pai. O Projeto da Escrita e dos Arquivos Bamum  tenta hoje reviver a escrita, ensinando aos jovens.